# Championnat d'Europe féminin de volley-ball des moins de 20 ans 2012
Navigation
Serbie 2010 Estonie/Finlande 2014
Le 23e championnat d'Europe de volley-ball féminin des moins de 20 ans (Juniors) s'est déroulé du 18 au 26 août 2012 à Ankara en Turquie.

## Équipes qualifiées
| - Turquie (Pays Organisateur) - Italie (1er Championnat d'Europe 2010) - Serbie (2e Championnat d'Europe 2010) - Tchéquie (3e Championnat d'Europe 2010) - Pologne (1er Groupe A TQCE) - Slovénie (1er Groupe B TQCE) | - Russie (1er Groupe C TQCE) - Slovaquie (1er Groupe D TQCE) - Allemagne (1er Groupe E TQCE) - Belgique (2e Groupe E TQCE) - Bulgarie (1er Groupe F TQCE) - France (2e Groupe F TQCE) |

### Classement poules de qualification
| Poule A                                                                | Poule B                                                            | Poule C                                                             | Poule D                                                                 | Poule E                                              | Poule F                                         |
| ---------------------------------------------------------------------- | ------------------------------------------------------------------ | ------------------------------------------------------------------- | ----------------------------------------------------------------------- | ---------------------------------------------------- | ----------------------------------------------- |
| Site : Moguilev Pologne Allemagne France Biélorussie Lituanie Lettonie | Site : Nova Gorica Slovénie Croatie Belgique Espagne Ukraine Suède | Site : Piatra Neamț Russie Roumanie Finlande Grèce Hongrie Portugal | Site : Bardejov Slovaquie Bulgarie Autriche Pays-Bas Suisse Azerbaïdjan | Site : Vilvorde Allemagne Belgique Roumanie Autriche | Site : Gabrovo Bulgarie France Croatie Finlande |

## Déroulement de la compétition

### Tour préliminaire

#### Composition des poules
| Poule 1                                                         | Poule 2                                                         |
| --------------------------------------------------------------- | --------------------------------------------------------------- |
| Site : Ankara Turquie Belgique Slovénie Slovaquie France Serbie | Site : Ankara Allemagne Russie Italie Bulgarie Tchéquie Pologne |

#### Poule 1
| # | Équipe    | Pts | J | G | Gt | Pt | P | Sp | Sc | Ratio | Pp  | Pc  | Ratio |
| 1 | Serbie    | 15  | 5 | 5 | 0  | 0  | 0 | 15 | 1  | 15    | 395 | 296 | 1.334 |
| 2 | Turquie   | 11  | 5 | 3 | 1  | 0  | 1 | 12 | 7  | 1.714 | 442 | 381 | 1.16  |
| 3 | Slovénie  | 9   | 5 | 2 | 1  | 1  | 1 | 11 | 9  | 1.222 | 424 | 411 | 1.032 |
| 4 | Belgique  | 5   | 5 | 1 | 1  | 0  | 3 | 9  | 11 | 0.818 | 419 | 444 | 0.944 |
| 5 | Slovaquie | 4   | 5 | 1 | 0  | 1  | 3 | 5  | 13 | 0.385 | 339 | 413 | 0.821 |
| 6 | France    | 1   | 5 | 0 | 0  | 1  | 4 | 4  | 15 | 0.267 | 372 | 446 | 0.834 |

#### Poule 2
| # | Équipe    | Pts | J | G | Gt | Pt | P | Sp | Sc | Ratio | Pp  | Pc  | Ratio |
| 1 | Russie    | 12  | 5 | 4 | 0  | 0  | 1 | 13 | 6  | 2.167 | 441 | 388 | 1.137 |
| 2 | Italie    | 12  | 5 | 4 | 0  | 0  | 1 | 12 | 6  | 2     | 425 | 361 | 1.177 |
| 3 | Pologne   | 9   | 5 | 3 | 0  | 0  | 2 | 10 | 8  | 1.25  | 424 | 409 | 1.037 |
| 4 | Allemagne | 8   | 5 | 2 | 1  | 0  | 2 | 11 | 9  | 1.222 | 456 | 432 | 1.056 |
| 5 | Tchéquie  | 3   | 5 | 1 | 0  | 0  | 4 | 5  | 13 | 0.385 | 357 | 435 | 0.821 |
| 6 | Bulgarie  | 1   | 5 | 0 | 0  | 1  | 4 | 6  | 15 | 0.4   | 424 | 502 | 0.845 |

### Tour final

#### Classement 5-8
|  | Tour de classement                | Tour de classement          |           |   | 5e place                          | 5e place                          |
|  | Tour de classement                | Tour de classement          |           |   | 5e place                          | 5e place                          |
|  |                                   |                             |           |   |                                   |                                   |
|  | 25.08.12, 17-25 23-25 21-25       | 25.08.12, 17-25 23-25 21-25 |           |   | 26.08.12, 25–23 25–18 17–25 25–23 | 26.08.12, 25–23 25–18 17–25 25–23 |
|  | 25.08.12, 17-25 23-25 21-25       | 25.08.12, 17-25 23-25 21-25 |           |   | 26.08.12, 25–23 25–18 17–25 25–23 | 26.08.12, 25–23 25–18 17–25 25–23 |
|  | Slovénie                          | 0                           |           |   | 26.08.12, 25–23 25–18 17–25 25–23 | 26.08.12, 25–23 25–18 17–25 25–23 |
|  | Slovénie                          | 0                           |           |   | 26.08.12, 25–23 25–18 17–25 25–23 | 26.08.12, 25–23 25–18 17–25 25–23 |
|  | Allemagne                         | 3                           |           |   | 26.08.12, 25–23 25–18 17–25 25–23 | 26.08.12, 25–23 25–18 17–25 25–23 |
|  | Allemagne                         | 3                           | Allemagne | 3 |                                   |                                   |
|  | 25.08.12, 17-25 21-25 25-19 22-25 |                             | Allemagne | 3 |                                   |                                   |
|  |                                   | Pologne                     | 1         |   |                                   |                                   |
|  | Belgique                          | Pologne                     | 1         | 1 |                                   |                                   |
|  | Belgique                          |                             |           | 1 |                                   |                                   |
|  | Pologne                           | 3                           |           |   |                                   |                                   |
|  | Pologne                           | 3                           | 7e place  |   |                                   |                                   |
|  |                                   |                             |           |   |                                   |                                   |
|  | 26.08.12, 27–25 25–18 27–25       |                             |           |   |                                   |                                   |
|  |                                   |                             |           |   |                                   |                                   |
|  | Slovénie                          | 3                           |           |   |                                   |                                   |
|  | Slovénie                          | 3                           |           |   |                                   |                                   |
|  | Belgique                          | 0                           |           |   |                                   |                                   |
|  | Belgique                          | 0                           |           |   |                                   |                                   |

#### Classement 1-4
|  | Demi-finales                | Demi-finales                |                                        |   | Finale                      | Finale                      |
|  | Demi-finales                | Demi-finales                |                                        |   | Finale                      | Finale                      |
|  |                             |                             |                                        |   |                             |                             |
|  | 25.08.12, 25-23 25-19 26-24 | 25.08.12, 25-23 25-19 26-24 |                                        |   | 26.08.12, 21–25 22–25 18–25 | 26.08.12, 21–25 22–25 18–25 |
|  | 25.08.12, 25-23 25-19 26-24 | 25.08.12, 25-23 25-19 26-24 |                                        |   | 26.08.12, 21–25 22–25 18–25 | 26.08.12, 21–25 22–25 18–25 |
|  | Serbie                      | 3                           |                                        |   | 26.08.12, 21–25 22–25 18–25 | 26.08.12, 21–25 22–25 18–25 |
|  | Serbie                      | 3                           |                                        |   | 26.08.12, 21–25 22–25 18–25 | 26.08.12, 21–25 22–25 18–25 |
|  | Italie                      |                             |                                        |   | 26.08.12, 21–25 22–25 18–25 | 26.08.12, 21–25 22–25 18–25 |
|  | Serbie                      | 0                           |                                        |   |                             |                             |
|  | Serbie                      | 0                           | 25.08.12, 25-18 23-25 25-23 23-25 6-15 |   |                             |                             |
|  |                             | Turquie                     | 3                                      |   |                             |                             |
|  | Russie                      | Turquie                     | 3                                      | 2 |                             |                             |
|  | Russie                      |                             |                                        | 2 |                             |                             |
|  | Turquie                     | 3                           |                                        |   |                             |                             |
|  | Turquie                     | 3                           | Match pour la 3e place                 |   |                             |                             |
|  |                             |                             |                                        |   |                             |                             |
|  | 26.08.12, 25–20 25–23 25–21 |                             |                                        |   |                             |                             |
|  |                             |                             |                                        |   |                             |                             |
|  | Italie                      | 3                           |                                        |   |                             |                             |
|  | Italie                      | 3                           |                                        |   |                             |                             |
|  | Russie                      | 0                           |                                        |   |                             |                             |
|  | Russie                      | 0                           |                                        |   |                             |                             |

## Classement final
| Place              | Équipe    |
| ------------------ | --------- |
| Médaille d'or      | Turquie   |
| Médaille d'argent  | Serbie    |
| Médaille de bronze | Italie    |
| 4                  | Russie    |
| 5                  | Allemagne |
| 6                  | Pologne   |
| 7                  | Slovénie  |
| 8                  | Belgique  |
| 9                  | Slovaquie |
| 10                 | Tchéquie  |
| 11                 | Bulgarie  |
| 12                 | France    |

## Distinctions individuelles
- MVP :  Damla Çakıroğlu
- Meilleure marqueuse :  Irina Voronkova
- Meilleure attaquante :  Lisa Izquierdo
- Meilleure serveuse :  Ksenia Iltchenko
- Meilleure contreuse :  Mina Popović
- Meilleure passeuse :  Slađana Mirković
- Meilleure réceptionneuse :  Elena Perinelli
- Meilleure libero :  Dilara Bağcı